# Белосарайская Коса (село)
Белосара́йская Коса́ (укр. Білосарайська Коса) — село в Украине, находится в Мариупольском районе. Во времена Киевской Руси здесь стоял город Белгород. В XIII веке татаро-монголы, захватив город, переименовали его в Белосарай. Здесь они вели торговлю с генуэзскими и венецианскими купцами. Впоследствии торговля затихла, и Белосарай, потеряв свое значение, остался всего лишь небольшим поселком. Повторное освоение земель здесь началось с заселением Приазовья греками, пришедшими из Крыма. Сейчас поселок — развитая курортная зона, куда каждое лето съезжается много туристов. Село протянулось на несколько километров вдоль моря, а с обеих сторон вдоль косы построено много баз отдыха. Уроженец села — Герой Советского Союза Безух Михаил Иванович. В результате аннексии был незаконно присоединен в РФ в составе Донецкой Народной Республики. 
Код КОАТУУ — 1423984402. Почтовый индекс — 87443. Телефонный код — 6297.
С марта 2022 года находится под оккупацией Донецкой Народной Республики.

## Население
- 1897 — 485 чел. (перепись), православных — 476 (98,1 %)
- 2001 — 901 чел. (перепись)

В 2001 году родным языком назвали:
- русский язык — 663 чел. (73,58 %)
- украинский язык — 234 чел. (25,97 %)
- белорусский язык — 2 чел. (0,22 %)
- армянский язык — 1 чел. (0,11 %)
- греческий язык — 1 чел. (0,11 %)

## Адрес местного совета
с. Мелекино, ул. Гагарина

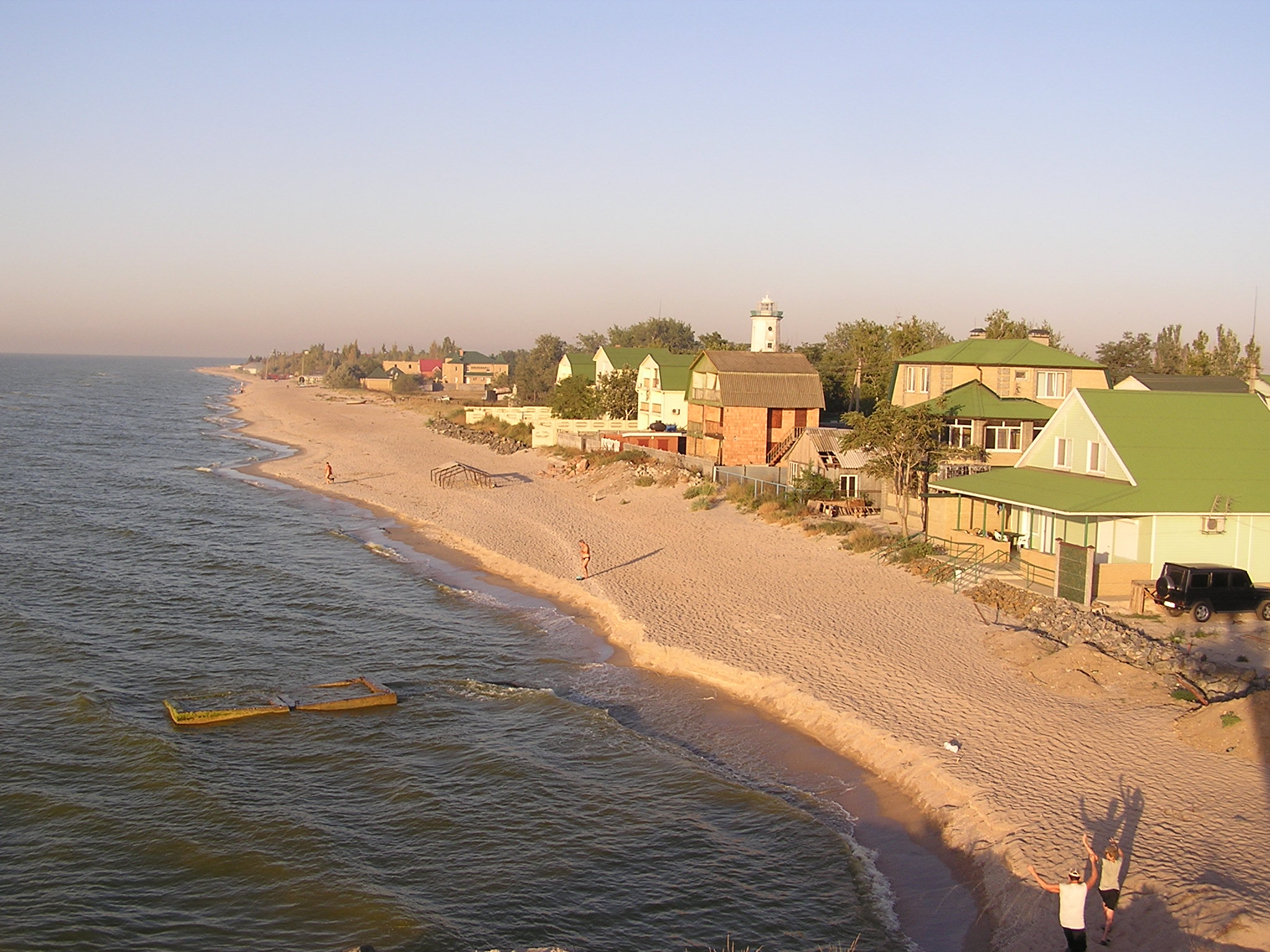
Пляж и базы отдыха на нём
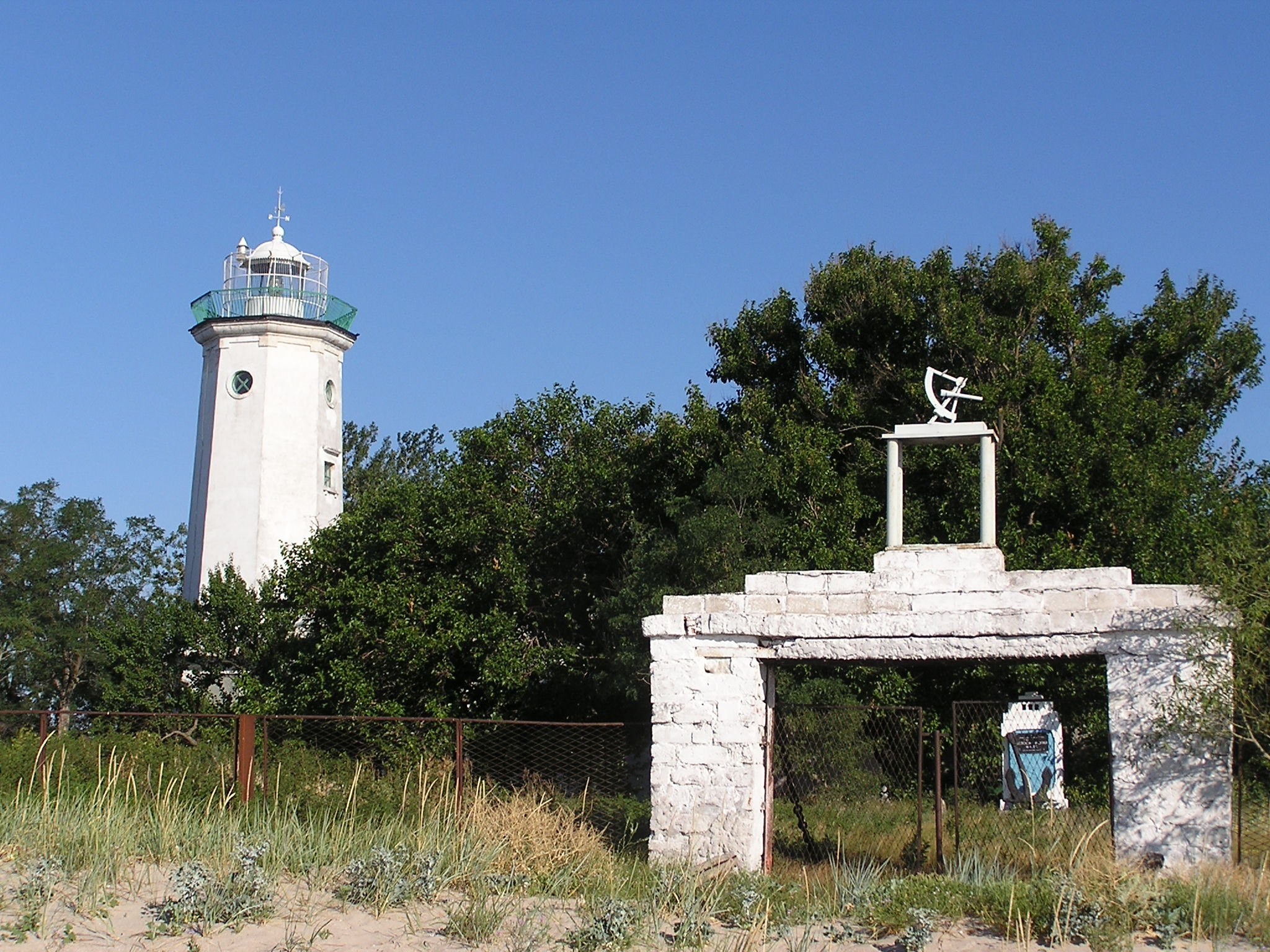
Белосарайский маяк
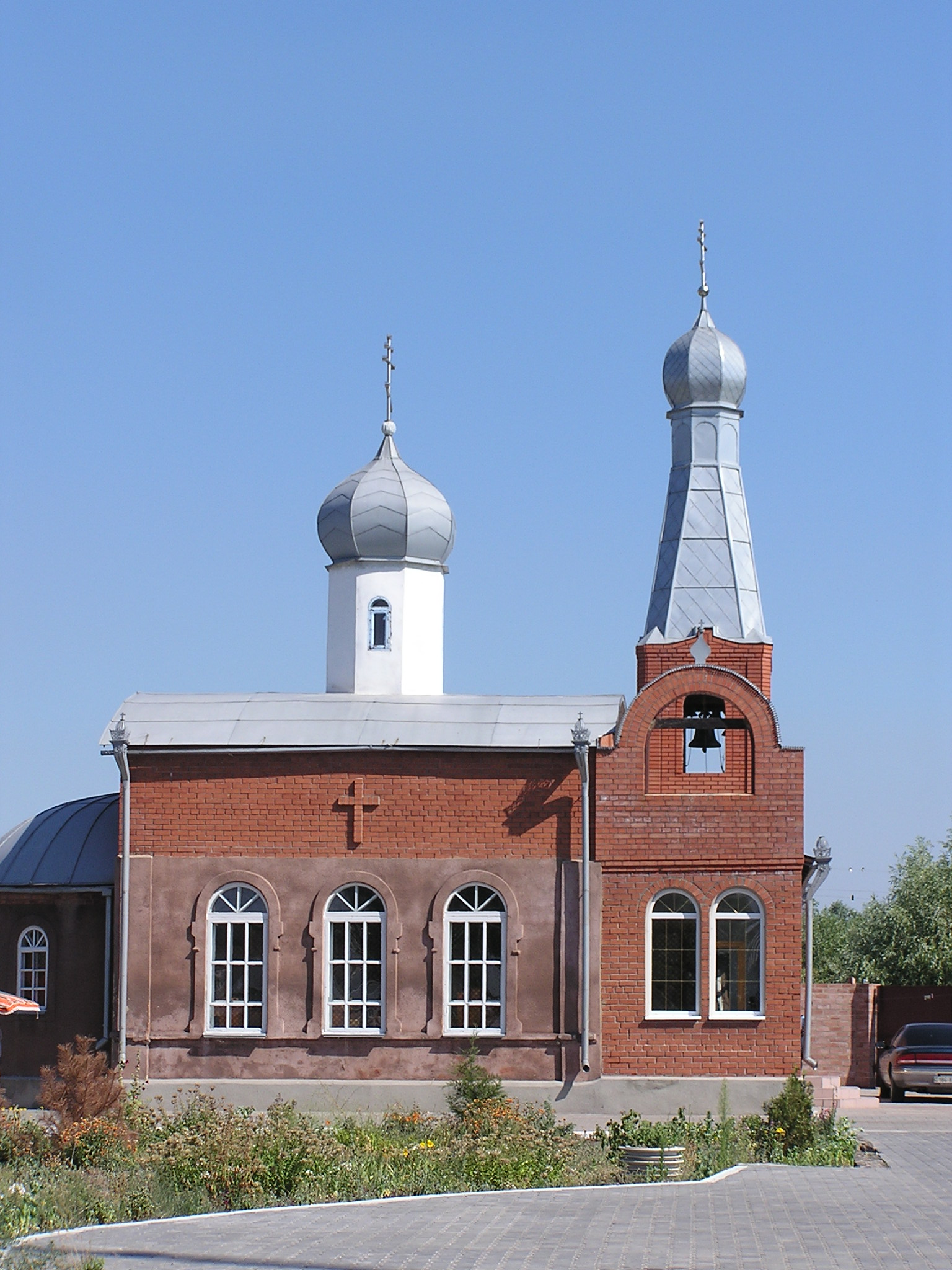
Сельский храм
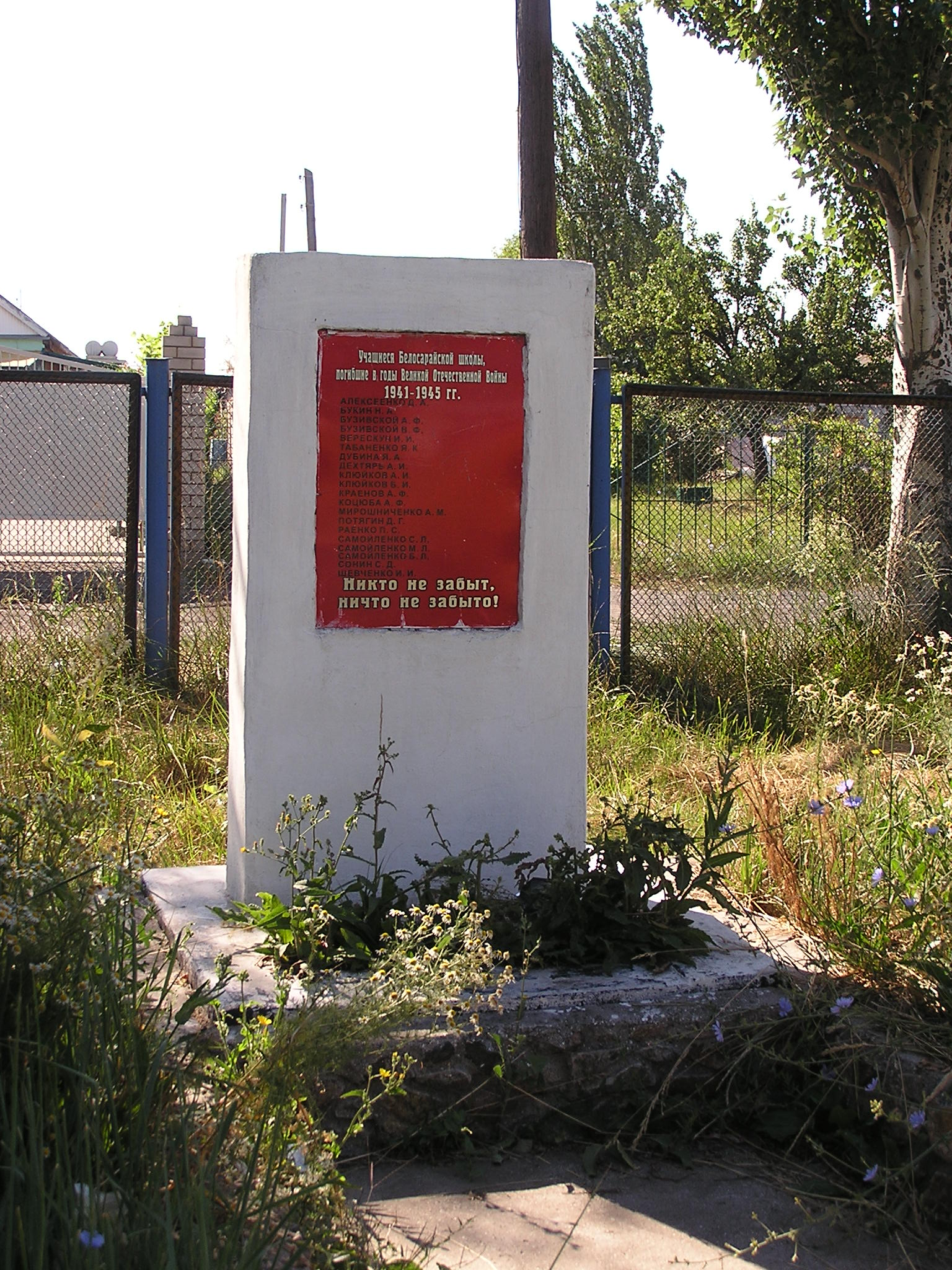
Памятник учащимся белосарайской школы, погибшим в годы ВОВ